# Gongylosoma mukutense
Gongylosoma mukutense — вид змій родини полозових (Colubridae). Ендемік Малайзії.

## Поширення і екологія
Gongylosoma mukutense є ендеміками острова Тіоман, розташованого на схід від Малайського півострова. Вони живуть в лісовій підстилці вологих тропічних лісів. Живляться павуками.

## Збереження
МСОП класифікує цей вид як такий, що перебуває на межі зникнення. Gongylosoma mukutense загрожує знищення природного середовища.